# روسکایا اورگینکا
روسکایا اورگینکا (انگلیسی: Russkaya Urginka) یک شهرک در شهرستان زیانچورینسکی استان باشقیرستان کشور روسیه است.